# VRBD寒天培地
VRBD寒天培地（英：VRDB Agar, VRDBA, Violet Red Bile Dextrose Agar）は微生物培養培地である。VRBD寒天培地は、研究室での細菌増殖、特に選択性のある腸内細菌科細菌の増殖のモニタリングや評価に使用できる。